# Grit Hammer
Grit Hammer (Alemania, 4 de junio de 1963) es una atleta alemana retirada especializada en la prueba de lanzamiento de peso, en la que consiguió ser medallista de bronce mundial en pista cubierta en 1995.

## Carrera deportiva
En el Campeonato Mundial de Atletismo en Pista Cubierta de 1995 ganó la medalla de bronce en el lanzamiento de peso, con una marca de 19.02 metros, tras su paisana alemana Kathrin Neimke (oro con 19.40 metros) y la estadounidense Connie Price-Smith (plata con 19.12 metros).